# Golpe de conejo
Un puñetazo de conejo o golpe de conejo es un golpe en la parte posterior de la cabeza o en la base del cráneo. Se considera especialmente peligroso porque puede dañar las vértebras cervicales y, posteriormente, la médula espinal, lo que puede provocar una lesión medular grave e irreparable; también puede separar el cerebro de la víctima del tronco encefálico, que puede matar al instante.
El nombre del golpe se deriva del uso de la técnica por parte de los cazadores para matar conejos con un golpe rápido y agudo en la parte posterior de la cabeza.

## Deportes de combate
El golpe de conejo es ilegal en el boxeo, MMA, y otros deportes de combate que involucran golpes. Las únicas competiciones en los que son legales  son los eventos sin restricciones, como el Campeonato Internacional de Vale Tudo (antes de los cambios en las reglas a mediados de 2012). El 17 de octubre de 2015, Prichard Colón, un conocido boxeador, fue golpeado en la parte posterior de la cabeza varias veces por su oponente, Terrel Williams, utilizando el puñetazo de conejo. Durante el combate, Colón experimentó mareos y desvanecimientos producto de los golpes ilegales. Después de que terminó el partido, Colón comenzó a temblar de las piernas y comenzó a vomitar. Fue llevado de urgencia al hospital donde se le diagnosticó una hemorragia cerebral y se sometió a una cirugía. Estuvo en coma durante 221 días (7 meses, 1 semana) hasta que fue trasladado a la casa de su madre. Como resultado de las lesiones que sufrió, Colón cayó en un estado vegetativo persistente en el que ya no podía moverse ni hablar. A partir de julio de 2021, 6 años después de la pelea, Colón está mucho mejor, progresa más y está recibiendo tratamiento para su condición.
Derivado del caso de Colón el CMB estableció una nueva norma, ''La Regla Prichard Colón'' por la cual se aplica mayor énfasis en el sancionamiento de este tipo de golpes.

## Deportes aficionados
El 29 de junio de 2014, el árbitro de fútbol John Bieniewicz recibió un puñetazo en el cuello de Baseel Abdul Amir Saad, un jugador molesto, en un partido amateur que estaba arbitrando en Livonia, Míchigan, un suburbio de Detroit. Bieniewicz murió dos días después a causa de sus heridas y Saad fue acusado de asesinato en segundo grado. La autopsia de Bieniewicz mostró que la fuerza del impacto en el lado izquierdo de su cuello, justo debajo de la base de su cráneo, había resultado en una lesión rara con diversas arterias torcidas y desgarradas alrededor de la base de su cráneo, dejándolo inconsciente antes de que golpeara el suelo. En 2015, Saad se declaró culpable de homicidio involuntario y recibió una sentencia de 8 a 15 años de prisión.